# Antepipona specularis
Antepipona specularis är en stekelart som beskrevs av Gusenleitner 1986. Antepipona specularis ingår i släktet Antepipona och familjen Eumenidae. Inga underarter finns listade i Catalogue of Life.